# Salvador López Arnal
Salvador López Arnal (Barcelona, 1954) és un filòsof, activista, escriptor i editor català. És membre del Centre d'Estudis sobre Moviments Socials de la Universitat Pompeu Fabra. És autor de nombrosos treballs sobre Manuel Sacristán i Francisco Fernández Buey. Col·labora habitualment en mitjans alternatius com El Viejo Topo, Rebelion.org, Espai Marx i Sin Permiso.
Va començar a militar a setze anys en els nuclis de l'esquerra comunista a Catalunya. Va estudiar Matemàtiques a la Universitat de Barcelona a principis dels anys 1970. Havia militat en les Plataformes Anticapitalistes del seu barri, el Besòs. A la facultat va militar al Partit Comunista d'Espanya (marxista-leninista) i en fou un dels responsables a la universitat. Hi va deixar de militar «quan van emprendre el que anomenaven "lluita armada" a principis de 1975». Posteriorment, va militar en el Moviment Comunista d'Espanya durant diversos anys, fins al referèndum sobre la permanència d'Espanya a l'OTAN el 1986. També va militar durant poc temps a l'Organització Revolucionària dels Treballadors i més tard, cap a finals dels anys 1980 a Iniciativa per Catalunya (IC) a Santa Coloma de Gramenet on va treballar durant trenta-cinc anys fent classes a l'Institut d'Educació Secundària Puig Castellar i a la Universitat Nacional d'Educació a Distància. Després de separar-se d'IC va passar a formar part des de la seva fundació d'Esquerra Unida i Alternativa on va militar amb Paco Fernández Buey.

## Obra
- Acerca de Manuel Sacristán (Destino, Barcelona, 1996)
- Homenaje a Manuel Sacristán. Escritos sindicales y políticos (Ediciones Universitarias, Barcelona 1998)
- 30 años después: acerca del opúsculo de Manuel Sacristán Luzón (Ediciones Universitarias, Barcelona, 1999)
- El valor de la ciencia (El Viejo Topo, Barcelona, 2001)
- Popper/Kuhn: ecos de un debate (ed.) (Montesinos, Barcelona 2003)
- M.A.R.X. Máximas, aforismos y reflexiones con algunas variables libres (ed.) (El Viejo Topo, Barcelona, 2003)[5]
- El legado de un maestro. Homenaje a Manuel Sacristán (ed., junt a Iñaki Vázquez) (El Viejo Topo, Barcelona, 2007)
- La destrucción de una esperanza, Akal 2010[6]
- Manuel Sacristán y la obra del lógico y filósofo norteamericano Willard Van Orman Quine (Ediciones del Genal, Málaga, 2015)[7]
- Siete historias lógicas y un cuento breve (Ediciones Bellaterra, Barcelona, 2017)
- Derechos torcidos: conversaciones sobre el "derecho a decidir", la soberanía, la libre determinación y la España federal (El Viejo Topo, 2017, amb Miguel Candel). ISBN 9788416995264.